# Йоаким І Болгарський
Йоаким І Болгарський (XIII ст. — 18 січня 1246) — перший болгарський Тирновський патріарх.

## Біографія
Майбутній ієрарх присвятив себе Богові ще в юності, «коли зненавиді обман цього світу». Оселився в одному з монастирів на Афоні, де провів свої дні «в постійних молитвах, пості і пильності». Як суворий подвижник, Йоаким був шанований серед чернечого братства своєю сумлінністю і постійністю в богоугодних справах. Провівши багато років у святому подвижництві, Йоаким покинув гору Афон і вирушив на батьківщину. Він вирішив оселитися біля Дунаю, поблизу Красена, де мешкав з трьома учнями. В мальовничих скелях річки Русенський Лом Йоаким, була вирубана невелика кам'яна церква, де перебував чернець. Слава смиренного аскета розійшлася по всій Болгарії: цар Іван Асен II, почувши про подвиги Йоакима, приїздив, аби вклонитися йому. Здається, що звідтоді між ними існував тривалий духовний зв'язок. Одна хроніка стверджує, що Йоаким був дуже смиренним і преподобним у методичному вченні, ставши духовним батьком для Івана Асена II. Без сумніву, цар вийшов з печери духовно зціленим, але не забув проявити звичайну щедрість. Він подарував старцю багато золота. Найняв працівників, які вирубали у скелях велику церкву, названу іменем архієпископа Михайла (нині — «Затрупана църква» в Іванові). Невдовзі на цьому місці був побудований великий скельний монастир, де знайшло притулок багато самітників. Йоахім невтомно присвячував себе божественному вченню і скеровував їх до чернечого бдіння.
У 1234 р. архієпископ тирновський Василь відмовився від свого церковного сану і пішов у один з монастирів на Афон. Найдостойнішим для високого посту був монах Йоаким, проголошений архієпископом тирновським. У наступному 1235 цар Іван Асен II зумів завоювати незалежність болгарської церкви. На церковних зборах у Лампсаку, де були присутні всі східні патріархи, Йоаким був інтронізований як болгарський патріарх. Нікейський патріарх Герман II вручив йому особисте послання, з підписами інших патріархів і золотою печаттю. Цей документ, тирновська церква ретельно зберігала задля вічної і невід'ємної пам'яті.
Перший тирновський патріарх продемонстрував схвальне сумління і займався просвітництвом усієї болгарської землі. Він успішно працював не тільки в духовній, а й у літературній галузі. Йоакима також хвалили за те, що він зумів зберегти владу правителя міцною, ставши після смерті Івана Асена II регентом-опікуном для малолітнього короля Коломана I Асена. Йохаким надавав велику увагу чистим пастирським обов'язкам: дбав про сиріт, допомагав бідним, рятував багатьох від царського гніву. Патріарх врятував багатьох від смертної кари. Ці факти, певною мірою, затьмарюють уявлення про мирне і безтурботне царювання Івана Асена II.
Йоаким перебував у архиєрейському сані 19 років і помер 18 січня 1246, вшанований за свої богослужіння і особливо за те, що своїми молитвами допомагав створювати Болгарське царство. Невдовзі після смерті Йоакима проголосили святим, і на його честь було написане спеціальне житіє. Патріарх Іоаким I залишився в пам'яті поколінь як благочестивий і святий чоловік, прославлений добрими і увійшов в історію Болгарії як перший патріарх Тарнова.